# Arceuthobium americanum
Arceuthobium americanum là một loài thực vật có hoa trong họ Santalaceae. Loài này được Nutt. ex A.Gray mô tả khoa học đầu tiên năm 1850.

## Hình ảnh

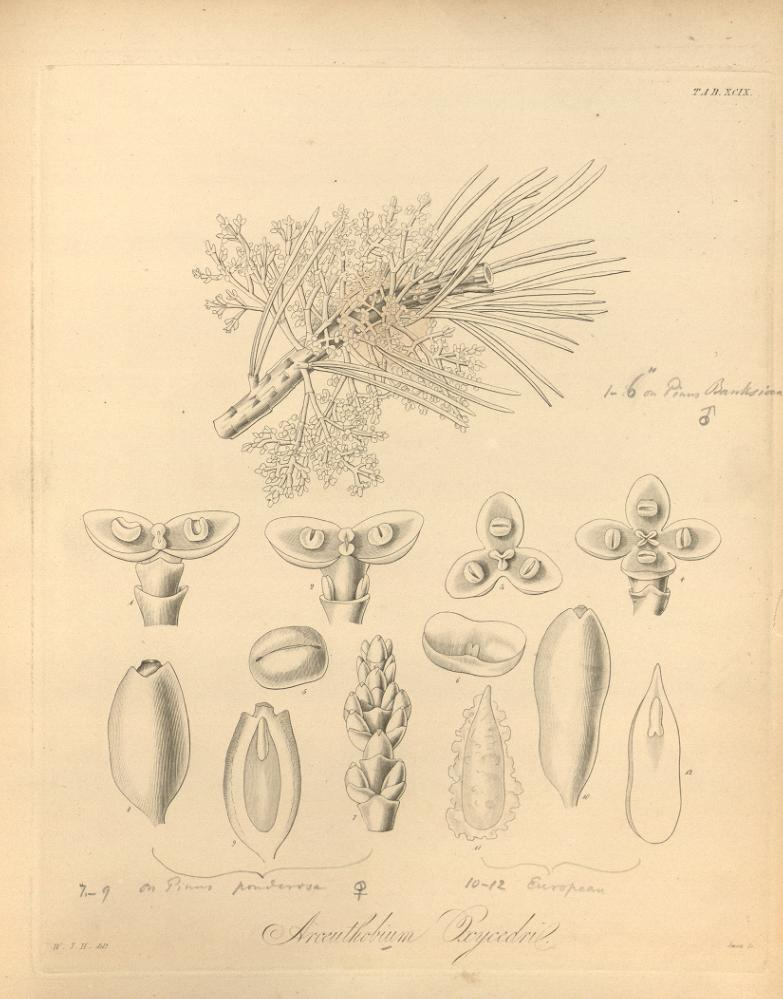